# Munkmarsch

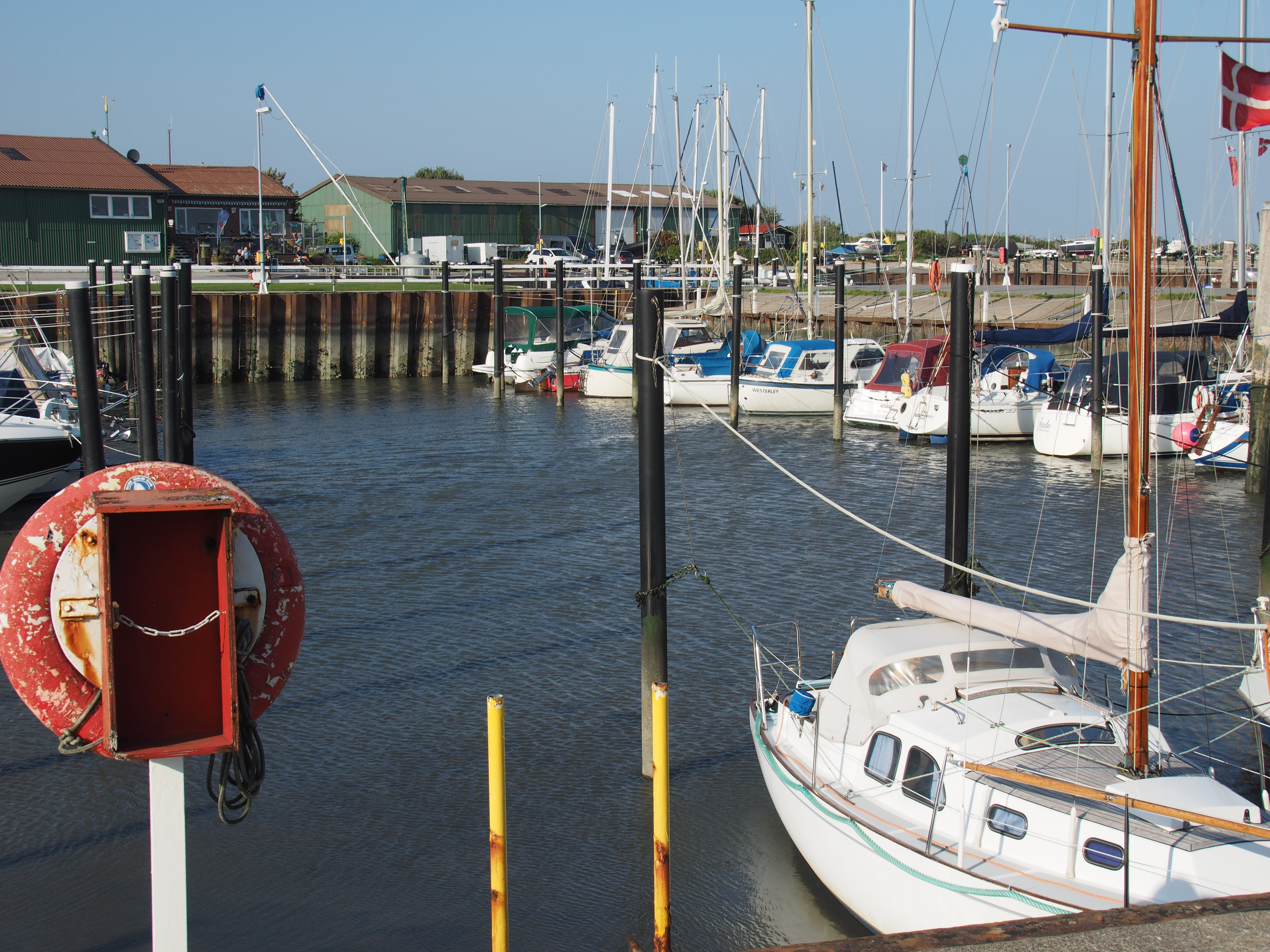
Hafen von Munkmarsch

Munkmarsch (dänisch: Munkmarsk, nordfriesisch: Munkmērsk) ist ein Ortsteil der Gemeinde Sylt auf der Insel Sylt. Der Ort liegt am Wattenmeer östlich des Geländes des Flughafens Sylt, südlich von Braderup und nördlich von Keitum. In der Einwohnerzahl von 87 im Jahr 2002 sind die zahlreichen Zweitwohnungsbesitzer nicht eingerechnet.

## Geschichte

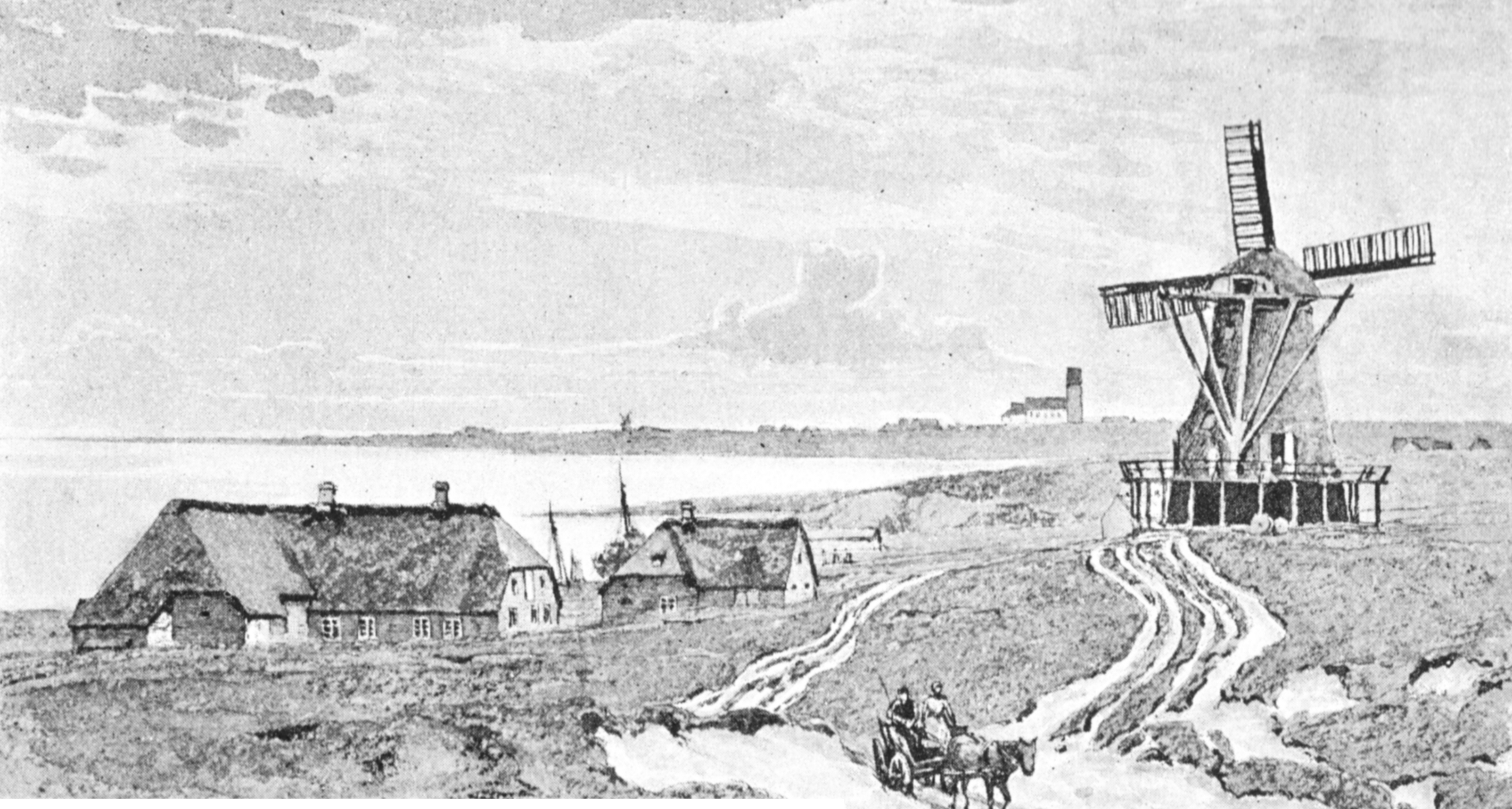
Munkmarsch um 1895

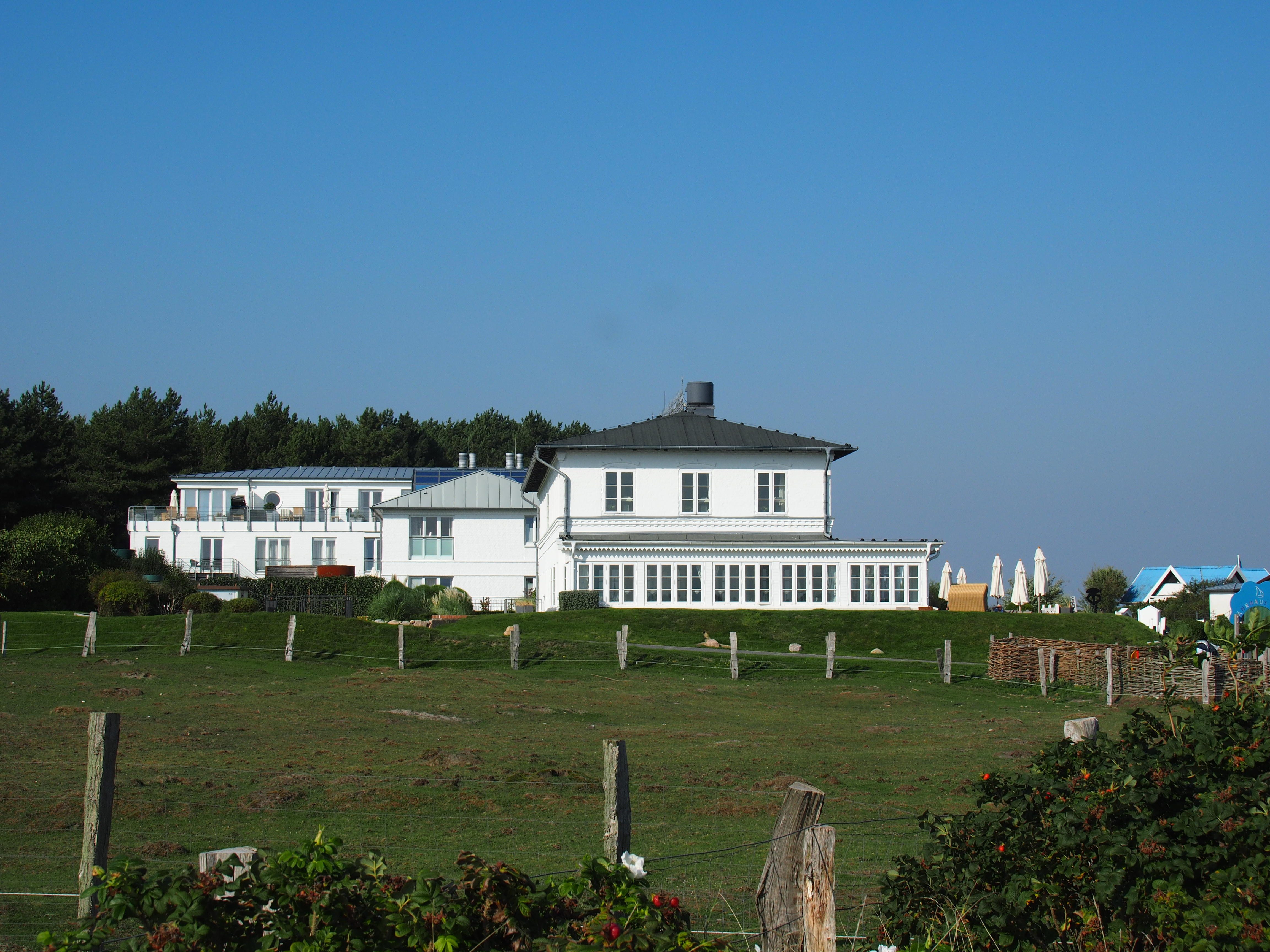
Hotel Restaurant Fahrhaus Munkmarsch

Munkmarsch wurde als Flurbezeichnung Mönchsmarsch erstmals 1422 erwähnt. Der Name Mönchsmarsch bezeichnete die Besitzungen des Klosters Ribe auf der Insel Sylt. Es bestand vermutlich keine Siedlung, sondern lediglich ein Gehöft nördlich der Keitumer Kirche. Im Jahr 1744 wurde oberhalb des heutigen Hafens eine der Sylter Kornmühlen errichtet, die bis zu Beginn des 20. Jahrhunderts im Einsatz war.
Nachdem der alte Keitumer Hafen mehr und mehr versandet war, wurde an dieser Stelle in den 1850er Jahren ein neuer Hafen errichtet. Er diente fortan als wichtigster Fährhafen der Insel, in dem die Fähren, Post- und Versorgungsschiffe vom Festlandshafen Hoyer-Schleuse festmachten. 
Von hier aus brachten ab dem Jahr 1888 die ersten Züge der Sylter Inselbahn die ankommenden Gäste zum neu entstandenen Seebad Westerland. Zuvor mussten die Reisenden per Kutsche über unbefestigte Sandwege nach Westerland gefahren werden. Die Bahnstrecke Tønder–Højer Sluse und die Fährverbindung wurden im Jahr 1927 mit der Eröffnung des Hindenburgdammes bedeutungslos. 
Der Hafen ist heute als Marina im Eigentum eines privaten Yachtclubs. Der Hafen und das Clubhaus mit kleiner Gastronomie sind der Öffentlichkeit zugänglich. Das unmittelbar am Hafen gelegene alte Fährhaus, welches 1869 vom Kapitän und Postschiffer Thomas Selmer als Posthalterei, Quartier und Aufenthaltsraum für die hier ankommenden und abfahrenden Passagiere errichtet worden war, wurde bis in die 1980er Jahre als Ausflugsrestaurant genutzt. Nach langjährigem Leerstand wurde es in den Jahren 2002/2003 zu einem Luxushotel mit Restaurant umgebaut.
Munkmarsch war ein Ortsteil der 1970 nach Sylt-Ost eingemeindeten Gemeinde Keitum.

## Geologie und Natur
Von Munkmarsch bis Braderup verläuft an der Küste das sogenannte Weiße Kliff, eine bis zu acht Meter hohe Abbruchkante zum Wattenmeer aus hellem Kaolinsand.
Westlich des Ortes erstreckte sich bis zum Bau des Fliegerhorstes in den 1930er Jahren eine weitläufige Heidelandschaft; Reste hiervon finden sich bis heute am Rande dieses Areals. 